# Zdeněk Sokol
Zdeněk Sokol (* 25. března 1965, Brandýs nad Labem) je český fotograf, člen někdejší umělecké skupiny Bratrstvo (1989–1994).

## Život
Narodil se v Brandýse nad Labem. Maturoval na Středním odborném učilišti elektrotechnickém v Praze.
V roce 1989 se stal zakládajícím členem fotografické sekce umělecké skupiny Bratrstvo (dalšími byli Václav Jirásek, Martin Findeis, Petr Krejzek a Roman A. Muselík), která byla činná do roku 1994 a s níž vystavoval na řadě společných výstav. V letech 1990–1994 vystudoval fotografii na FAMU Praha, kde získal titul bakalář umění. V letech 1994–1999 působil v Praze jako vyhledávaný reklamní a komerční fotograf.
V roce 2008 založil týdeník a platformu CFP!, jejímž cílem měla být nezávislá a alternativní žurnalistika.
Po  vydání nultého čísla, které jej finančně vyčerpalo, přenechal médium jiným provozovatelům. Poté v roce 2009 z Prahy odešel do východních Čech a pronajal si zchátralý zámeček v Domoradicích u Vysokého Mýta, kde chtěl zrealizovat projekt komunitního a ekologicky udržitelného bydlení. Už záhy v roce 2010 se přestěhoval o něco dále do nevyužívané vily Sklenářka u Kostelce nad Orlicí a zde opět založil permakulturní, přednáškové a komunitní centrum, které po jeho odchodu funguje dosud.
Po roce 2016 se vrátil do Prahy a začal opět využívat fotografii jako tvůrčí médium. Nejprve pracoval jako fotograf a filmař na volné noze, také vyučoval na Pražské fotografické škole. Od roku 2020 je fotografem Národního divadla Praha. Má tři děti.

## Výstavy

### Samostatné výstavy
- 1993 K.S.K. (Kateřina Kornová, Zdeněk Sokol, Táňa Kovaříková), kavárna Hogo Fogo, Praha
- 1995 Radost přináší extázi, Galerie Radost, Praha
- 1995 Olgoj Chorchoj + Zdeněk Sokol, Moravská galerie, Brno
- 2006 Remix mé duše, Harddecore studio, Praha
- 2006 Remix – Vesmírní lidé, Atelier BonBon, Praha
- 2009 Světelný chrám Matky Země – instalace, Zóna Remix, Domoradice
- 2018 Počátek, Blatenský fotofestival, Blatná
- 2018 Resurrection (Vzkříšení) – série Počátek, Galerie Arcimboldo, Praha (spolu s Františkem Skálou, Jaroslavem Valečkou a Hideo Takedou)
- 2022 Paradise, Nová scéna Národního divadla, Praha (kurátorka Michaela Kádnerová) [5]
- 2022/2023 Transitions – Uwe Henneken & Zdeněk Sokol, Galerie Cermak Eisenkraft, Praha (kurátor Tomáš Zapletal Cermak, katalog) [6]

### Účast na výstavách (výběr)
- 2000 Absolutně nejlepší – skupinová výstava se skupinou 3dcl, Rock Cafe, Praha
- 2001 Nejlepší žena je žena – skupinová výstava se skupinou 3dcl, Rock Cafe, Praha
- 2002 Česká a slovenská fotografie osmdesátých a devadesátých let 20. století, Muzeum umění, Olomouc – Bratrstvo
- 2003 Shakespeare ve fotografii, Pražský hrad, Praha
- 2005 Prima Dahab, Praha (velkoformátová fotografie)
- 2005 Česká fotografie 20. století, Městská knihovna, Praha
- 2006 Remix – (multimediální projekt, film, performance), Karlovy Vary, Praha, Uherské Hradiště
- 2007 Zóna Bubny, Praha (skupinová výstava)
- 2019 Obrazy konců dějin: česká vizuální kultura 1985–1995, Uměleckoprůmyslové muzeum, Praha (se skupinou Bratrstvo)
- 2019 1989, Národní galerie, Praha (se skupinou Bratrstvo)
- 2020 LA  Art Show, Los Angeles, USA

### Výstavy se skupinou Bratrstvo
- 1989 Topas klub, Kounicovy koleje, Brno
- 1989 Výstavní síň divadla Semafor, Praha
- 1990 Klub v Pařížské ulici 4, Praha
- 1990 Galerie mladých, Brno
- 1991 Galerie Benedikta Rejta, Louny
- 1991 Pražský dům fotografie, Praha
- 1992 Galerie Ambrosiana, Brno
- 1992 Fotogalerie Wien, Vídeň (společně s Gábinou Fárovou a Ivanem Pinkavou)
- 1995 Kulturní centrum ČR, Berlín, Německo
- 1996 Moravská galerie, Brno

## Zastoupení ve sbírkách
- Uměleckoprůmyslové muzeum, Praha
- Muzeum umění, Olomouc
- PHP (Pražský dům fototografie), Praha
- soukromé sbírky v ČR i v zahraničí